# (4697) Novara
(4697) Novara es un asteroide perteneciente al cinturón de asteroides, descubierto el 26 de agosto de 1986 por Henri Debehogne desde el Observatorio de La Silla, Chile.

## Designación y nombre
Designado provisionalmente como 1986 QO. Fue nombrado Novara en homenaje a Novara ciudad en la región de Piamonte, al noroeste de Italia. Se trata de una ruta importante para el tráfico comercial a lo largo de Milán a Turín y famosa por su belleza natural, produce vinos y arroces de buena calidad.

## Características orbitales
Novara está situado a una distancia media del Sol de 2,433 ua, pudiendo alejarse hasta 2,855 ua y acercarse hasta 2,011 ua. Su excentricidad es 0,173 y la inclinación orbital 1,734 grados. Emplea 1386 días en completar una órbita alrededor del Sol.

## Características físicas
La magnitud absoluta de Novara es 13,9. Tiene 7,802 km de diámetro y su albedo se estima en 0,08.